# لال‌خان‌آباد
لال خان آباد (به لاتین: Lalkhanabad) یک منطقهٔ مسکونی در افغانستان است که در ولسوالی قرغه‌ای واقع شده‌است. لال خان آباد ۶۳۸ متر بالاتر از سطح دریا واقع شده‌است.